# Surgères
Surgères je naselje in občina v zahodnem francoskem departmaju Charente-Maritime regije Poitou-Charentes. Leta 2007 je naselje imelo 6.188 prebivalcev.

## Geografija
Kraj leži v pokrajini Aunis ob reki Gères, 34 km vzhodno od La Rochelle.

## Uprava
Surgères je sedež istoimenskega kantona, v katerega so poleg njegove vključene še občine Breuil-la-Réorte, Marsais, Péré, Puyravault, Saint-Georges-du-Bois, Saint-Germain-de-Marencennes, Saint-Mard, Saint-Pierre-d'Amilly, Saint-Saturnin-du-Bois, Vandré in Vouhé s 14.642 prebivalci.
Kanton Surgères je sestavni del okrožja Rochefort.

## Zanimivosti
- Notredamska cerkev iz 11. in 12. stoletja, od leta 1862 francoski zgodovinski spomenik
- mestno obzidje iz 16. stoletja, skupaj s stolpom in renesančnimi vrati ostanek nekdanjega gradu, zgodovinski spomenik od leta 1925.

## Pobratena mesta
- Wipperfürth (Severno Porenje - Vestfalija, Nemčija);